# Stadsregio Amsterdam

Carte de la communauté de communes (2016).

La Stadsregio Amsterdam est une communauté de communes néerlandaise regroupant quinze communes autour d'Amsterdam, en province de Hollande-Septentrionale. Jusqu'au 31 octobre 2006, elle est appelée Regionaal Orgaan Amsterdam (ROA). Depuis le 1er janvier 2017, elle est officiellement appelée Vervoerregio Amsterdam et se concentre sur les politiques de transport, bien que le terme de Stadsregio Amsterdam reste en usage dans le langage courant pour désigner l'agglomération.

## Liste des communes
La population totale de la communauté des communes est de 1 569 019 habitants (2021). Elle se répartit de la manière suivante, permettant la composition du conseil régional (regioraad), constitué de 50 membres :
| Commune        | Population (2021) | Siège(s) |
| -------------- | ----------------- | -------- |
| Aalsmeer       | 31 986            | 2        |
| Amstelveen     | 90 746            | 5        |
| Amsterdam      | 872 922           | 12       |
| Beemster       | 10 105            | 1        |
| Diemen         | 31 330            | 2        |
| Edam-Volendam  | 36 262            | 3        |
| Haarlemmermeer | 157 778           | 7        |
| Landsmeer      | 11 568            | 1        |
| Oostzaan       | 9 686             | 1        |
| Ouder-Amstel   | 14 127            | 1        |
| Purmerend      | 81 676            | 4        |
| Uithoorn       | 30 205            | 2        |
| Waterland      | 17 306            | 1        |
| Wormerland     | 16 309            | 1        |
| Zaanstad       | 157 013           | 7        |